# سیارک ۶۵۹۷
سیارک ۶۵۹۷ (به انگلیسی: 6597 Kreil، نامگذاری:1988AF1) شش هزار و پانصد و نود و هفتمین سیارک کشف شده‌است که در ۹ ژانویه ۱۹۸۸ کشف شد.
قدر مطلق سیارک برابر ۱۴٫۷۰ است.